# 桑椹状球菌属
桑椹状球菌属为奈瑟菌科的一个属。该属的模式种为脑病莫罗氏球菌（Morococcus cerebrosus）。

## 下属物种
- 脑病莫罗氏球菌 Morococcus cerebrosus Long et al. 1981